# Russia in Global Affairs

Russia in Global Affairs (en français : « La Russie sur la scène internationale » ; en russe : Россия в Глобальной Политике) est une revue russe d’analyse des relations internationales. Créée en 2002 et conçue comme le double du Foreign Affairs américain, Russia in Global Affairs (RGA) prétend combler l’absence de revue russophone reconnue à l’étranger en matière de relations internationales. 

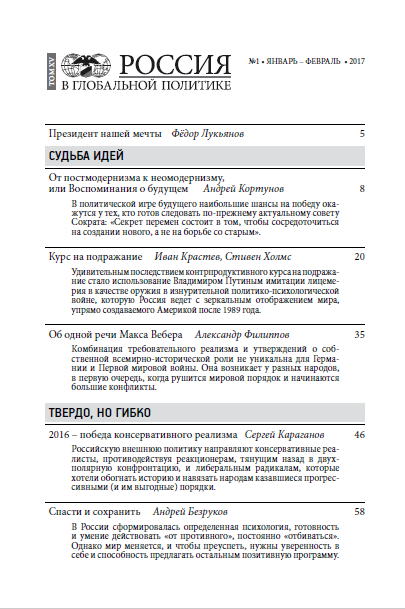
La page de couverture de La Russie dans les affaires mondiales, revue russe sur la politique étrangère et les relations internationales

La revue a été cofondée par le Conseil de politique extérieure et de défense (SVOP), l’Union russe des industriels et des entrepreneurs et le quotidien Izvestia. Le Conseil éditorial de RGA comprend des hommes d’État, des intellectuels et des experts, tant russes qu’étrangers (Sergueï Karaganov, Igor Ivanov, Evgueni Primakov, Helmut Kohl, Carl Bildt, Thierry de Montbrial, etc.). 
RGA est publiée en anglais sur une base trimestrielle et en russe deux fois par mois (avec le soutien de Foreign Affairs pour cette dernière version). 
La revue, outre l’analyse des grands enjeux stratégiques, traite des problématiques internationales dans leur ensemble, comme la prolifération des armes de destruction massive, le terrorisme, l’extrémisme religieux et les crises économiques, sanitaires et écologiques. RGA a été conçu comme un instrument d’intégration des élites politiques et économiques russes et étrangères, et destiné à informer la société, dont les étudiants, les politiciens et les hommes d’affaires, des processus en cours dans le monde. RGA se veut également un forum de débats entre experts russes et experts étrangers.
Le rédacteur en chef en est Fedor Loukianov ; le président du Conseil éditorial, Sergueï Karaganov.